# Rhynchospora careyana
Rhynchospora careyana är en halvgräsart som beskrevs av Merritt Lyndon Fernald. Rhynchospora careyana ingår i släktet småag, och familjen halvgräs. Inga underarter finns listade i Catalogue of Life.